# Terrence Loves You
„Terrence Loves You” este un cântec a artistei americane Lana Del Rey pentru albumul ei de studio Honeymoon (2015). Piesa a fost scrisă de Del Rey și Rick Nowels, piesa a fost descrisă ca "hipnotică", cu Del Rey cântând peste pian, corzii, și un "gemand" de saxofon. Piesa conține o interpolare a piesei "Space Oddity" al cântarețului britanic David Bowie din al doilea album de studio omonim. A fost lansat ca al doilea single promoțional al albumului pe data de 21 august 2015.
Cântecul a primit aprecieri critice de la Rolling Stone, care a numit piesa "hipnotică" și a lăudat vocea lui Del Rey.
Cântecul a avut premiera prin intermediul "Honeymoon Hotline" a lui Del Rey, o companie înființată pentru fanii pentru a primi nouțati în legatura cu albumul direct de la Del Rey insăși, precum și să aibă acces la alte tipuri de conținut, cum ar fi cursuri. Pe 21 august 2015, un audio oficial a fost încărcat pe canalul lui Del Rey de Vevo.

## Clasamente
| Clasament (2015)          | Poziție maximă |
| ------------------------- | -------------- |
| Franța (SNEP)             | 128            |
| Regatul Unit (UK Singles) | 188            |